# (45500) Motegi
(45500) Motegi est un astéroïde de la ceinture principale.

## Description
(45500) Motegi est un astéroïde de la ceinture principale. Il fut découvert le 27 janvier 2000 à Ōizumi par Takao Kobayashi. Il présente une orbite caractérisée par un demi-grand axe de 3,11 UA, une excentricité de 0,14 et une inclinaison de 2,6° par rapport à l'écliptique.

## Compléments